# 3917 Franz Schubert
A 3917 Franz Schubert (ideiglenes jelöléssel 1961 CX) a Naprendszer kisbolygóövében található aszteroida. Freimut Börngen fedezte fel 1961. február 15-én.